# Жестков, Александр Юрьевич
Алекса́ндр Ю́рьевич Жестко́в (род. 13 августа 1978, Берёзовский) — российский журналист, телеведущий, медиаменеджер, пиар-консультант, автор книг об архитектуре, урбанистике, транспорте. В 2014—2016 годах — автор и ведущий ежедневной итоговой программы «Главная тема с Александром Жестковым» на телеканалах «Мир» и «Мир 24».

## Карьера
В 2000 году окончил факультет журналистики Уральского государственного университета.
Журналистскую карьеру начал как корреспондент программы «Вести» ВГТРК, телеканал РТР, где проработал с 1997 по 2001 год. Вначале работал в Свердловской области, в 1998—1999 годах — собственный корреспондент программы в Саратове. С 1999 по 2001 год — специальный корреспондент «Вестей».
В январе 2001 года переходит на телеканал REN-TV (с 2006 года — РЕН ТВ).

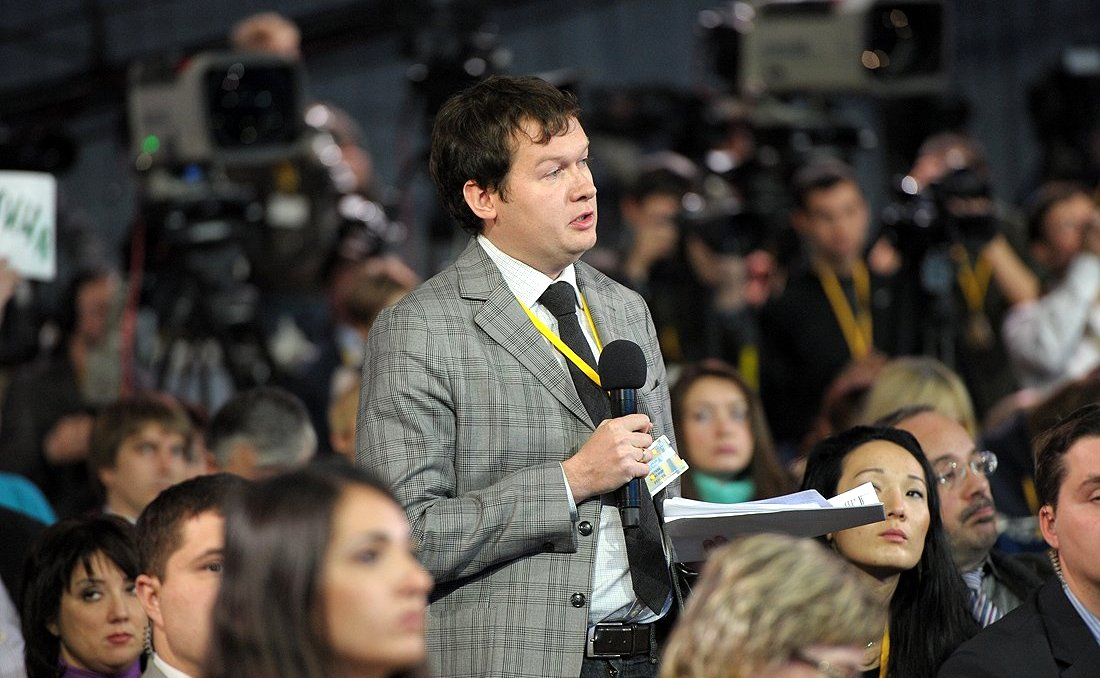
Александр Жестков на большой пресс-конференции В. Путина 19 декабря 2013 г.

С 2001 по 2014 год — обозреватель информационных программ телекомпании РЕН ТВ. Работал для информационных телепрограмм «Новости 24», «Неделя» с Марианной Максимовской, а также программы «Что случилось?» с Михаилом Осокиным. Занимался освещением работы первых лиц страны, много лет работал в телевизионном кремлёвском пуле, был парламентским журналистом в Государственной Думе РФ.
В феврале 2008 года, во время большой Пресс-конференции Президента РФ В. Путина, в ответ на серию вопросов Жесткова о том, планируется ли деноминация в России, Путин произнёс фразу, ставшую знаменитой: «Вы чего, хотите, чтобы я землю ел из горшка с цветами?». По словам журналиста, с тех пор на его рабочем столе стоят цветы в горшках.
В 2011 году выпустил на РЕН ТВ цикл «Москва и москвичи» о жизни в городе Москва в штате Айдахо, США.
В 2013 году на большой пресс-конференции, отвечая на вопрос Жесткова, Путин впервые прокомментировал, представляет ли политическая деятельность Алексея Навального угрозу для власти.
Как корреспондент РЕН ТВ Жестков освещал Олимпийские игры в Пекине, Ванкувере, Лондоне и Сочи.
С 30 сентября 2014 по 24 марта 2016 года — руководитель гостевых программ МТРК «Мир», автор и ведущий программы «Главная тема с Александром Жестковым» (выходит на телеканалах «Мир» и «Мир 24»), в которой звёзды политики и шоу-бизнеса комментировали острые темы. Передача отличалась ироничным стилем подачи материала.
С декабря 2016 по февраль 2017 года — обозреватель в авторском информационном шоу «Правда Гурнова» на телеканале НТВ.
В 2018 году был аккредитован на парад 9 мая на Красной площади от пресс-службы «Юнармии». С февраля 2019 года — руководитель пресс-службы ВДНХ.
Признан профессиональным сообществом «Пресс-секретарём года — 2019» в России.
Модератор единственной в транспортной отрасли ежегодной сессии, посвященной пиару и маркетингу, на Международной выставке «ЭлектроТранс», которая проводится в Экспоцентре в Москве.
Автор книг по архитектуре, урбанистике и транспорту: «ВДНХ. Время возрождения» и «Наше дорогое метро». С 2023 года издается авторская серия альбомов-путеводителей «Коллекция впечатлений», посвященная самым популярным достопримечательностям России. В ней уже вышли книги «Круиз Москва — Петербург», «Подмосковье круглый год», «Тайны ВДНХ». Книги автора стали бестселлерами.